# Бондаренко, Игорь Андреевич
И́горь Андре́евич Бондаре́нко (род. 15 февраля 1954, Москва) — историк, теоретик архитектуры и градостроительства, доктор архитектуры, профессор, академик РААСН, почётный архитектор России, лауреат Государственной премии РФ в области литературы и искусства (1999).

## Биография
Родился в семье преподавателей МГУ им. М. В. Ломоносова (отец — доцент кафедры молекулярной физики физико-математического факультета; мать — старший преподаватель кафедры французского языка филологического факультета).
С 1977 года, окончив Московский архитектурный институт, работал в ЦНИИЭП им. В. С. Мезенцева (мастерская № 2). Одновременно в 1980 году окончил аспирантуру МАрхИ. С 1984 года работает в НИИ теории и истории архитектуры и градостроительства: учёный секретарь, заведующий отделом истории русской архитектуры и градостроительства (с 1995), заместитель директора по научной работе; директор (2004—2017).
Одновременно с 1980 года преподаёт курс «История градостроительства» на кафедре истории архитектуры и градостроительства МАрхИ.
Член Союза архитекторов России. Ответственный редактор периодического издания по истории отечественной архитектуры и градостроительства «Архитектурное наследство» (с 2000). Член секции Федерального научно-методического совета по культурному наследию при Министерстве культуры РФ, а также Научно-методического совета по археологии при Департаменте культурного наследия г. Москвы; эксперт Российского гуманитарного научного фонда (с 2000); председатель ГАК № 1 МАрхИ (с 2006).

### Семья
Жена (с 1978) — Ирина Феликсовна Макарова, историк-славист, кандидат исторических наук;
- дочь — Ольга, архитектор;
- в 2015 г. родилась внучка.

## Научная деятельность
В 1980 году защитил кандидатскую («Средства создания архитектурно-художественного единства в русском градостроительстве XVI века (на примере центрального ансамбля Москвы)»; научный руководитель Т. Ф. Саваренская), в 1998 — докторскую диссертацию.
Основные направления научной деятельности:
- история и теория архитектуры и градостроительства, в том числе древних цивилизаций, античности и средневековья;
- традиции, закономерности и особенности эволюции российского градостроительства;
- семантика и символика архитектурно-градостроительных форм в связи с архаическими представлениями о геоцентрическом строении мира;
- профессиональная культура, образование, творческое мышление градостроителей разных эпох, включая новейшее время и обозримое будущее;
- принципы «мягкой урбанизации» и «органического градостроительства».

Автор теории иерархического структурирования и архитектурно-художественного единения городской среды на материале древнерусского градостроительства. Особое внимание уделяет в своих работах осмыслению историко-теоретических принципов органического градостроительства, предусматривающего преемственное и устойчивое развитие поселений при сбережении и реабилитации природного и культурного наследия, а также реконструкции архаической картины мироздания, отраженной в традициях архитектурного формообразования.
Член Президиума РААСН, заместитель председателя Академического совета по сохранению архитектурно-градостроительного наследия при Президиуме РААСН; член Учёных советов РААСН и Отделения архитектуры РААСН, председатель Учёного совета НИИТИАГ, член диссертационного совета при МАрхИ.
Автор более 250 научных работ, а также учебников.

### Избранные труды
книги
- Азизян И. А., Боков А. В., Бондаренко И. А. и др. Архитектура изменяющейся России : состояние и перспективы / [отв. ред.: И. А. Бондаренко]. — М.: URSS КомКнига, 2011. — 463 с. — ISBN 978-5-484-01268-8
- Бондаренко И. А. Градостроительное мышление Средневековой Руси: традиции и идеалы : Автореф. дис. … д-ра аpхитектуры. — М., 1997. — 138 с.
- Бондаренко И. А. Красная площадь Москвы : [Архит. ансамбль]. — М : Стройиздат, 1991. — 296 c. — 20000 экз. — ISBN 5-274-01111-X
  - [Изд. 2-е, испр. и доп.]. — М.: Вече, 2006. — 411 с. — (Московский хронограф). — 3000 экз. — ISBN 5-9533-1334-9
- Бондаренко И. А., Бусева-Давыдова И. Л., Гуляницкий Н. Ф. и др. Архитектура русской усадьбы / [Под общ. ред. Н. Ф. Гуляницкого]. — М : Наука, 1998. — 332+3 с. — 1000 экз. — ISBN 5-02-011685-8
- Город в зеркале генплана: панорама градостроительных проектов в российской провинции XVIII — начала XXI веков / [науч. ред. И. А. Бондаренко]. — Челябинск : Изд-во ЧГПУ, 2008. — 374 с. — (Urban studies). — 500 экз. — ISBN 978-5-85716-743-4
- Саваренская Т. Ф., Бондаренко И. А., Кожар Н. В., Швидковский Д. О. Градостроительное искусство Нового времени и градостроительная мысль Италии, Австрии, Германии. — М. : URSS: ООО ЛЕНАНД, 2006. — 106 с. — (Тр. / Российская акад. архитектуры и строит. наук. Серия «Теоретические основы градостроительства»). — ISBN 5-484-00604-X
- Словарь архитекторов и мастеров строительного дела Москвы XV — середины XVIII века / [отв. ред. И. А. Бондаренко]. — М.: URSS ЛКИ, 2008. — 772 с. — ISBN 978-5-382-00519-5
- Частное строительство в Москве и Подмосковье : Первая четверть XVIII века. Подряд. записи. [Арх. документы] / [Отв. ред. д. архит. И. А. Бондаренко]. — М : Едиториал УРСС, 2004. — (Серия «История русской архитектуры: новые материалы» / Отв. ред. И. А. Бондаренко). — Т. 1, 2. — 468+408 с. — 300 экз. — ISBN 5-354-00919-7. — ISBN 5-354-00918-9. — ISBN 5-354-00920-0
- Бондаренко И. А. Архитектурные традиции Москвы: Эпоха Средневековья. — М.: Совет по изучению и охране культурного и природного наследия при Президиуме РАН, 1997.
- Бондаренко И. А., Бусева-Давыдова И. Л., Бычков В. В., Вагнер Г. К. и др. Художественно-эстетическая культура древней Руси. XI—XVII вв. / Отв. ред. В. В. Бычков. — Т. 1-2. — М.: Ладомир, 1996.
- Бондаренко И. А., Иконников А. В., Каганов Г. З., Сайко Э. В. и др. Город и искусство: субъекты социо-культурного диалога / Отв. ред. Э. В. — Сайко. М.: Наука, 1996.
- Бондаренко И. А., Нащокина М. В., Швидковский Д. О. и др. Архитектурные ансамбли Москвы XV — начала XX вв. Принципы художественного единства / Отв.ред. Т. Ф. Саваренская. — М.: Стройиздат, 1997.
- Бондаренко И. А., Зубова М. В., Кириченко Е. И., Толстой В. П. и др. Художественные модели мироздания. Взаимодействие искусств в истории мировой культуры / Отв. ред. В. П. Толстой. — Т. 1. — М.: НИИ РАХ, 1997.
- Азизян И. А., Бондаренко И. А., Иконников А. В., Нащокина М. В. и др. Архитектура и градостроительство: Энциклопедия / Отв. ред. А. В. Иконников. — М.: Стройиздат, 2001.
- Бондаренко И. А., Добрицина И. А., Подорога В. А., Раппапорт А. Г. и др. Архитектура в социальном пространстве / Отв. ред. И. А. Добрицына. — М.: Прогресс-Традиция, 2012.

учебники
- Бондаренко И. А. Древнерусское градостроительство: традиции и идеалы : [Учеб. пособие для вузов]. — М : Едиториал УРСС, 2002. — 107 с. — 400 экз. — ISBN 5-354-00107-2

статьи
- Бондаренко И. А. Перерождение средневековых традиций в русской художественной культуре XVII века // Советское искусствознание. — М.: Советский художник. 1988. — Вып. 23.
- Бондаренко И. А. Идея царственности в архитектуре Москвы XVI—XVII вв. // Архитектура мира. — М.: ВНИИТАГ, 1992. — Вып. 1.
- Бондаренко И. А. Европейские и азиатские черты древнерусского города // Русское искусство между Западом и Востоком. — М.: ГИИ, 1997.
- Бондаренко И. А. Русская церковная глава и образ «Святая Святых» в искусстве Ренессанса // Архитектура мира. — М.: УРСС, 1998. — Вып. 7.
- Бондаренко И. А. Христианская топография Косьмы Индикоплова и традиции храмостроения // Архитектурное наследство. — М.: УРСС, 2003. — Вып. 45.
- Бондаренко И. А. Строительная культура Древней Руси в свете «Слова о Законе и Благодати» Митрополита Иллариона // Христианское зодчество: Новые материалы и исследования. — М.: УРСС, 2004.
- Бондаренко И. А. Органическое градостроительство // Вопросы теории архитектуры: Архитектура и культура России в XXI веке. — М.: УРСС, 2009.
- Бондаренко И. А. Образно-символическая значимость церкви под колоколы преподобного Иоанна Лествичника в Московском Кремле // Архитектурное наследство. — М.: КомКнига, 2010. — Вып. 52.
- Бондаренко И. А. Геоцентрическая и плоскостно-комарная космологические традиции в книжности и архитектуре Древней Руси // Архитектурное наследство. — М.: Красанд, 2010. — Вып. 53.
- Бондаренко И. А. К вопросу о символике лабиринта (Памяти Селима Омаровича Хан-Магомедова) // Вопросы всеобщей истории архитектуры. — М.-СПб.: Нестор-История, 2015. — Вып. 5.
- Бондаренко И. А. Архитектурное единство городской среды: созвучия и диссонансы // ACADEMIA. Архитектура и строительство. — 2014. — № 3.
- Бондаренко И. А. Частновладельческая застройка: общинные традиции, их сохранение и разрушение (к постановке проблемы) // Архитектурное наследство. — М.-СПб.: Коло, 2016. — № 63.

## Награды
- Государственная премия Российской Федерации в области литературы и искусства (1999) — за издание «Русское градостроительное искусство» в 4 томах[6]
- Большая медаль РААСН[3]:
  - за издание «Русское градостроительное искусство» в 4 томах
  - за монографию «Архитектурные ансамбли Москвы. Принципы художественного единства» (под общ. ред. Т. Ф. Саваренской. — М., 1997)
- дипломы Российской академии архитектуры и строительных наук[2]
- дипломы Союза архитекторов России[2]
- диплом I степени Российской академии художеств — за монографию «Красная площадь Москвы. Архитектурный ансамбль» (М., 1991, 2006)[3]
- грамоты Российского гуманитарного научного фонда[4]